# Varangéville
Varangéville és un municipi francès situat al departament de Meurthe i Mosel·la i a la regió del Gran Est. L'any 2007 tenia 4.103 habitants.

## Demografia

### Població
El 2007 la població de fet de Varangéville era de 4.103 persones. Hi havia 1.657 famílies, de les quals 472 eren unipersonals (205 homes vivint sols i 267 dones vivint soles), 493 parelles sense fills, 495 parelles amb fills i 197 famílies monoparentals amb fills.
La població ha evolucionat segons el següent gràfic:
Habitants censats

### Habitatges
El 2007 hi havia 1.839 habitatges, 1.707 eren l'habitatge principal de la família, 16 eren segones residències i 116 estaven desocupats. 1.233 eren cases i 596 eren apartaments. Dels 1.707 habitatges principals, 1.118 estaven ocupats pels seus propietaris, 556 estaven llogats i ocupats pels llogaters i 33 estaven cedits a títol gratuït; 40 tenien una cambra, 132 en tenien dues, 318 en tenien tres, 467 en tenien quatre i 750 en tenien cinc o més. 1.014 habitatges disposaven pel capbaix d'una plaça de pàrquing. A 809 habitatges hi havia un automòbil i a 572 n'hi havia dos o més.

### Piràmide de població
La piràmide de població per edats i sexe el 2009 era:
| Homes | Edats   | Dones |
| ----- | ------- | ----- |
| 0     | 95 o +  | 0     |
| 4     | 90 a 94 | 0     |
| 24    | 85 a 89 | 20    |
| 12    | 80 a 84 | 28    |
| 44    | 75 a 79 | 92    |
| 84    | 70 a 74 | 84    |
| 113   | 65 a 69 | 140   |
| 76    | 60 a 64 | 120   |
| 92    | 55 a 59 | 101   |
| 156   | 50 a 54 | 116   |
| 164   | 45 a 49 | 172   |
| 137   | 40 a 44 | 181   |
| 221   | 35 a 39 | 157   |
| 136   | 30 a 34 | 184   |
| 112   | 25 a 29 | 128   |
| 116   | 20 a 24 | 88    |
| 181   | 15 a 19 | 153   |
| 148   | 10 a 14 | 161   |
| 140   | 5 a 9   | 152   |
| 108   | 0 a 4   | 132   |

## Economia
El 2007 la població en edat de treballar era de 2.705 persones, 1.932 eren actives i 773 eren inactives. De les 1.932 persones actives 1.733 estaven ocupades (941 homes i 792 dones) i 198 estaven aturades (90 homes i 108 dones). De les 773 persones inactives 243 estaven jubilades, 295 estaven estudiant i 235 estaven classificades com a «altres inactius».

### Ingressos
El 2009 a Varangéville hi havia 1.688 unitats fiscals que integraven 3.948 persones, la mediana anual d'ingressos fiscals per persona era de 18.046 €.

### Activitats econòmiques
Dels 112 establiments que hi havia el 2007, 6 eren d'empreses extractives, 4 d'empreses alimentàries, 4 d'empreses de fabricació d'altres productes industrials, 23 d'empreses de construcció, 24 d'empreses de comerç i reparació d'automòbils, 7 d'empreses de transport, 11 d'empreses d'hostatgeria i restauració, 1 d'una empresa immobiliària, 12 d'empreses de serveis, 13 d'entitats de l'administració pública i 7 d'empreses classificades com a «altres activitats de serveis».
Dels 37 establiments de servei als particulars que hi havia el 2009, 1 era una oficina de correu, 5 tallers de reparació d'automòbils i de material agrícola, 1 taller d'inspecció tècnica de vehicles, 1 autoescola, 3 paletes, 4 guixaires pintors, 1 fusteria, 4 lampisteries, 2 electricistes, 2 empreses de construcció, 6 perruqueries, 1 veterinari i 6 restaurants.
Dels 7 establiments comercials que hi havia el 2009, 2 eren botiges de menys de 120 m², 1 una botiga de menys de 120 m², 2 carnisseries, 1 una botiga de mobles i 1 una joieria.
L'any 2000 a Varangéville hi havia 8 explotacions agrícoles que ocupaven un total de 700 hectàrees.

## Equipaments sanitaris i escolars
El 2009 hi havia 2 farmàcies i 1 ambulància.
El 2009 hi havia 1 escola maternal i 1 escola elemental.

## Poblacions més properes
El següent diagrama mostra les poblacions més properes.